# Parlamentsausschuss

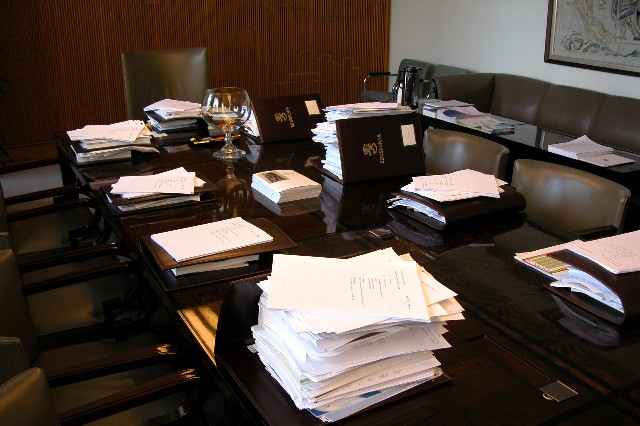
Typischer Sitzungssaal eines Sonderausschusses des finnischen Parlaments.

Ein Parlamentsausschuss (oder in adjektivierter Form: Parlamentarischer Ausschuss) ist ein Gremium zu einem speziellen Sachbereich, das in einem Parlament eingerichtet wurde.

## Aufgaben und Zusammensetzung
Die Mitglieder eines Parlamentsausschusses sind in den meisten Fällen auch Mitglieder des Parlaments, wobei in vielen Parlamenten angestrebt ist, die Fraktionsstärke auch in etwa in der Zusammensetzung der Ausschussmitglieder abzubilden.
In der Regel befassen sich die Ausschüsse mit einem bestimmten Thema (Bildung, Sicherheit, Justiz, Finanzen etc.) und beraten über Gesetzentwürfe und geben Empfehlungen zu ihrem Thema. Häufig gibt es feste (ständige) Ausschüsse über konstant das Parlament betreffende Themen sowie situationsbedingte Ausschüsse – bspw. einen Untersuchungsausschuss. Ein Ausschuss kann auch einen Unterausschuss einberufen.

## Parlamentsausschüsse in Bulgarien
In Bulgarien gibt es bspw. den Ausschuss für europäische Angelegenheiten und Kontrolle der EU-Fonds mit der Aufgabe, die effektive Umsetzung des EU-Rechts in der bulgarischen Gesetzgebung, Entwürfe von EU-Rechtsvorschriften zu prüfen, sowie politische Kontrolle über die Ausgabe der aus europäischen Fonds und Programmen stammenden Mittel auszuüben.

## Parlamentsausschüsse in Deutschland
Zum Frankfurter Vorparlament gab es 1848 einen Fünfzigerausschuss, der die Zeit bis zum Zusammentritt der Frankfurter Nationalversammlung überbrückte. Im selben Jahr trat auch der Siebzehnerausschuss des Bundestags im Deutschen Bund zusammen, um einen Verfassungsentwurf nach der Märzrevolution zu erarbeiten. Ebenso arbeitete 1848/49 der Verfassungsausschuss der Frankfurter Nationalversammlung an einem Verfassungsentwurf. In den Reichstagen des Deutschen Kaiserreiches und der Weimarer Republik gab es ebenfalls Ausschüsse.
In der heutigen Bundesrepublik Deutschland gibt es Parlamentsausschüsse in den Landesparlamenten und die Ausschüsse im Deutschen Bundestag (siehe auch Hauptausschuss). Hingegen sind Ausschüsse der kommunalen Volksvertretungen keine parlamentarischen Ausschüsse.
Petitionen müssen dem Petitionsausschuss schriftlich und mit vollständiger Anschrift vorliegen. Sie können auf dem Postweg oder über Onlineformulare der jeweiligen Homepage Parlamental eingereicht werden. In Einzelfällen können Verwaltungsverfahren stark beschleunigen.

## Parlamentsausschüsse in Großbritannien
Zu einer wesentlichen Aufgabe des Committee for Privileges and Conduct gehört es, die Zugehörigkeit zum House of Lords zu prüfen.

## Parlamentsausschüsse in Österreich
Die Aufgaben des Hauptausschusses des Nationalrates sind nach eigener Darstellung: „In manchen sehr wichtigen Staatsangelegenheiten übernimmt [das Parlament] gemeinsam mit der Regierung Verantwortung in der Verwaltung und verfügt über weitgehende Mitwirkungsrechte im Rahmen der EU. Das sind die Aufgaben des Hauptausschusses. Außerdem berät er über die Besetzung wichtiger Ämter.“
Ausschusssitzungen (z. B. Ausschuss für Arbeit und Soziales) finden unter Ausschluss der Öffentlichkeit statt. Ausschussauflösungen sieht die Geschäftsordnung nicht vor.

## Parlamentsausschüsse in der Schweiz
Im schweizerischen Parlament und in den Parlamenten der schweizerischen Kantone und Gemeinden werden Parlamentsausschüsse als Kommissionen bezeichnet.

## Parlamentsausschüsse in der Europäischen Union
Im Europäischen Parlament gibt es 22 ständige Ausschüsse und einen Sonderausschuss.
Die 22 ständigen Ausschüsse (incl. einiger Unterausschüsse) befassen sich mit
- Außen- und Verteidigungspolitik,
- Handels- und Entwicklungspolitik,
- EU-Budget (Haushalt und Haushaltskontrolle),
- Wirtschaft & Währung, Industrie und Energie,
- Beschäftigung und soziale Angelegenheiten, Rechte der Frau und Gleichstellung,
- Binnenmarkt & Verbraucherschutz sowie Umweltfragen und öffentliche Gesundheit,
- Verkehr und Fremdenverkehr,
- Regionale Entwicklung, Landwirtschaft und Fischerei,
- Kultur und Bildung,
- Recht und Bürgerliche Freiheiten, Inneres und Konstitutionelle Fragen,
- sowie den Ausschuss für Petitionen.